# Человек-паук: Снова в бою
Человек-паук: Снова в бою (англ. Spider-Man: Strikes Back) — американский фильм 1978 года, соответствует эпизоду «Смертельная пыль» телесериала Удивительный Человек-паук. Режиссёром является Рон Сатлоф, а сценаристом — Роберт Джейнс.

## Сюжет
В Университете штата Нью-Йорк один из преподавателей Питера Паркера случайно дал трём студентам все материалы, необходимые им для создания атомной бомбы. Учащиеся используют плутоний, чтобы построить бомбу, для того чтобы проиллюстрировать опасности ядерной энергетики. В то время как Питер пытается выяснить, что случилось, полиция подозревает его в преступлении, и Питер должен иметь дело с привлекательной журналисткой по имени Гейл Хоффман, которая хочет получить интервью у Человека-паука после его широко распространенного спасения от самоубийства.
Чтобы выразить свою точку зрения, ученики похитили плутоний из лаборатории. Человек-паук появляется в неудачной попытке предотвратить кражу. Охранники замечают Человека-паука и, естественно, обвиняют его в краже. Между тем, в Швейцарии злодей мистер Уайт читает газетный отчет о краже и выводит, что именно ученики, а не Человек-паук, похитили радиоактивный материал. Он планирует освободить учеников от их нечестных поступлений. Он немедленно отправляется в Соединённые Штаты с его чудовищным напарником, Ангелом.
Приспешники Уайта крадут плутоний, чтобы Уайт мог получить свою версию оружия. Человек-паук вынужден выследить злодея, чтобы остановить его, пока он не взорвал Всемирный торговый центр. Уайт берёт Питера в плен, пытаясь найти плутоний. Когда один из учеников, участвующих в краже, попадает в больницу с радиационным отравлением, Питер переодевшись в Человека-паука, отправляется по следам плутония. Сначала Уайт и Ангел попадают туда же. В последующем сражении Человек-паук упал с двенадцатиэтажного здания, казалось бы, что это его смерть. Но он успевает выстрелить сеткой вниз из его паутинных пистолетов, а Уайт и Ангел убегают с плутонием.
Джей Джона Джеймсон, обнаруживает, что Уайт сбежал в Лос-Анджелес. Мистер Уайт грозится взорвать густонаселенную зону и требует миллиард долларов. Власти ошибочно полагают, что густонаселенная зона это Нью-Йорк. Фактически, белые планируют отправиться с Нью-Йорка в Лос-Анджелес в то время, когда президент выступает с речью.
Человек-паук, наконец, отслеживает Уайта и узнает о их планах. Он находит бомбу и обезвреживает её в последнюю секунду. Однако Уайт сбежал и поклялся, что он ещё вернётся.

## В ролях
| Актёр            | Роль                                     |
| ---------------- | ---------------------------------------- |
| Николас Хэммонд  | Питер Паркер / Человек-паук              |
| Роберт Ф. Саймон | Дж. Дж. Джеймсон главный редактор газеты |
| Джоанна Кэмерон  | Гейл Хоффман                             |
| Чип Филдс        | Рита Конвей                              |
| Роберт Алда      | Мистер Уайт                              |
| Майкл Патаки     | Капитан Барбера                          |
| Лоуренс П. Кэйси | Ангел                                    |
| Сидни Клют       | Инспектор ДеКарло                        |
| Эмиль Фаркас     | бандит-каратист                          |
| Рон Хайек        | Продавец мотоциклов                      |

## Релиз
Фильм вышел на экраны в Европе 8 мая 1978 года, после чего был выпущен на VHS-кассетах в 1980 году.

## Критика
Фильм критиковали за низкий бюджет и отсутствие технических эффектов, так же как и в первом фильме.

## Продолжение
«Человек-паук: Вызов Дракону», композиция эпизода «Китайская паутина» телесериала «Удивительный Человек-паук», вышедший в европейских кинотеатрах с 3 февраля 1981 года.